# سالفر (لوئیزیانا)
سالفر (به انگلیسی: Sulphur) شهری در ایالت لوئیزیانا کشور ایالات متحده آمریکا است که جمعیت آن در سرشماری سال ۲۰۱۰ میلادی، ۲۰٬۴۱۰ نفر بوده‌است.